# Ghent (New York)
Ghent è un comune degli Stati Uniti d'America, situato nello Stato di New York, nella contea di Columbia.